# Clannad (album)
| Recensione                        | Giudizio    |
| --------------------------------- | ----------- |
| AllMusic                          | [ 2 ]       |
| Sputnikmusic                      | 3.5 (Great) |
| Dizionario del Pop-Rock           | [ 4 ]       |
| The Encyclopedia of Popular Music | [ 5 ]       |

Clannad è l'album d'esordio dell'omonimo gruppo musicale irlandese, pubblicato nel 1973 e ri-edito su CD nel 1997 con l'aggiunta di un tredicesimo brano. È noto anche col titolo di The Pretty Maid.

## Il disco
È un disco di musica folk tradizionale irlandese.
Níl Sé Ina Lá è un brano raccolta da una donna di Creeslough (contea di Donegal) che aveva sentito la canzone nell'isola di Tory, sulla costa di Donegal, racconta la storia di un bevitore vagabondo.
Thíos Chois Na Trá Domh il titolo tradotto significa dalla ciocca nera, l'origine della canzone è controversa, il brano racconta del lamento di un uomo solitario che saluta i suoi amici sepolti in un cimitero di mare.
Brian Boru's March è un brano che commemora la battaglia di Clontarf avvenuta nel 1014 nella quale gli irlandesi respinsero l'invasione vichinga dalla loro isola, nonostante ciò persero il Re d'Irlanda, Brian Boru, proprio in quello scontro.
Siobhán Ní Dhuibhir è una vecchia storia di una relazione complicata tra un giovane uomo ed una donna, ambientata sulla costa occidentale dell'isola e si conclude a Erris Head nella contea di Mayo.
An Mhaighdean Mhara (fanciulla di mare), racconto di una sirena che sposa un semplice mortale ma che istintivamente lascia il marito per ritornare in mare aperto da dove era venuta.
Liza composizione scritta da Padraig Duggan e Paul Brennan per la competizione musicale Slogadh 70, racconta la storia di una ragazza inquieta che non trova conforto in nessun altro uomo fino al ritorno al suo primo amore.
An t-Oileán Úr, la nuova isola, fu il nome che gli immigrati irlandesi diedero all'America, la canzone racconta la storia di un giovane immigrato irlandese che abbandona la sua terra per approdare appunto in America, presto però disorientato dai cambiamenti nonostante le nuove libertà trovate e preso dalla nostalgia per la sua terra e per i suoi veri amici e genitori decide di ritornare nella sua patria d'origine.
Mrs. McDermott è una delle molte composizioni del famoso arpista Turlough O'Carolan dedicata alle donne.
The Pretty Maid, brano irlandese che racconta dell'incontro casuale di un giovane con una cameriera dedita al canto.
An Pháirc (un campo) canzone ecologista scritta da Michael Hanly.
Harvest Home tipico brano tradizionale irlandese in cui il gruppo suona le cornamuse assieme all'arpa celtica.
Morning Dew è una composizione di Bonnie Dobson e Tim Rose registrata da innumerevoli musicisti, qui è riadattata nello stile dei Clannad.

## Tracce
Lato A
1. Níl Sé Ina Lá – 4:50 (Brano tradizionale, arrangiamento: Clannad)
2. Thíos Chois Na Trá Domh – 2:55 (Brano tradizionale, arrangiamento: Clannad)
3. Brian Boru's March – 3:50 (Brano tradizionale, arrangiamento: Clannad)
4. Siobhán Ní Dhuibhir – 4:30 (Brano tradizionale, arrangiamento: Clannad)
5. An Mhaighdean Mhara – 2:10 (Brano tradizionale, arrangiamento: Clannad)
6. Liza – 2:00 (Padraig Duggan, Pól Brennan)

Lato B
1. An t-Oileán Úr – 4:03 (Brano tradizionale, arrangiamento: Clannad)
2. Mrs. McDermott – 3:03 (Turlough O'Carolan)
3. The Pretty Maid – 2:40 (Brano tradizionale, arrangiamento: Clannad)
4. An Pháirc – 3:00 (Brano tradizionale, arrangiamento: Clannad)
5. Harvest Home – 1:40 (Brano tradizionale, arrangiamento: Clannad)
6. Morning Dew – 3:45 (Bonnie Dobson, Tim Rose)

Edizione CD del 1997, pubblicato dalla Royal Records (19970001)
1. Níl Sé Ina Lá – 5:00 (Brano tradizionale, arrangiamento: Clannad)
2. Thíos Chois Na Trá Domh – 3:07 (Brano tradizionale, arrangiamento: Clannad)
3. Brian Boru's March – 3:58 (Brano tradizionale, arrangiamento: Clannad)
4. Siobhán Ní Dhuibhir – 4:38 (Brano tradizionale, arrangiamento: Clannad)
5. An Mhaighdean Mhara – 2:15 (Brano tradizionale, arrangiamento: Clannad)
6. Liza – 3:06 (Padraig Duggan, Pól Brennan)
7. An tOileán Úr – 4:11 (Brano tradizionale, arrangiamento: Clannad)
8. Mrs. McDermott – 3:12 (Turlough O'Carolan)
9. The Pretty Maid – 2:49 (Brano tradizionale, arrangiamento: Clannad)
10. An Pháirc – 3:06 (Michael Hanley)
11. Harvest Home – 1:48 (Brano tradizionale, arrangiamento: Clannad)
12. Morning Dew – 4:00 (Bonnie Dobson, Tim Rose)
13. An Bealach Seo 'Tá Romhainn – 2:47 (Brano tradizionale, arrangiamento: Clannad) – Bonus Track

## Formazione
- Máire Brennan - voce, arpa
- Pol Brennan - flauto, bongo, chitarra, voce
- Ciaran Brennan - basso, chitarra, pianoforte, voce
- Noel Duggan - chitarra, voce
- Padraig Duggan - chitarra, voce, mandola

### Altri musicisti
- John Wadham - batteria
- Grainne McMonagle - tin whistle[1]

Note aggiuntive
- John Curran - produttore
- Registrato al Eamonn Andrews Studios di Dublino, Irlanda
- Des O'Meara & Partners Ltd. - design copertina album
- Charlie Collins - fotografia copertina album[9]